# Johnny Ekström
Johnny Douglas Ekström (* 5. března 1965, Göteborg) je bývalý švédský fotbalista, útočník. Se švédskou reprezentací získal bronz na mistrovství Evropy v roce 1992. Zúčastnil se také mistrovství světa v roce 1990. Za národní tým nastupoval v letech 1986–1995 a odehrál 47 utkání, v nichž vstřelil 13 branek, z toho jednu na MS 1990 (v zápase základní skupiny do sítě Kostariky). S IFK Göteborg vyhrál Pohár UEFA 1986/87 (zúčastnil se jen podzimní části). Získal s ním rovněž tři tituly mistra Švédska (1984, 1991, 1993). V roce 1986 se stal nejlepším střelcem švédské ligy. V Göteborgu působil v letech 1983–1986, 1991–1993 a 1997–1998. S Bayernem Mnichov, kde hrál v letech 1988–1989, triumfoval v Bundeslize 1988/89. Oblékal ale dres i řady dalších klubů: Empoli FC (1986–1988), AS Cannes (1989–1991), Reggiany (1993–1994), Betisu Sevilla (1994; hostování), Dynama Drážďany (1994–1995) a Eintrachtu Frankfurt (1995–1997). Jako hráč vynikal rychlostí.